# Godfrey Walusimbi
Godfrey Walusimbi (Kampala, 3 de julho de 1989) é um futebolista profissional ugandense que atua como lateral esquerdo.

## Seleção nacional
Godfrey Walusimbi é o recordista de jogos pela seleção com 105, e um dos maiores atletas do país, estando presente no elenco do Campeonato Africano das Nações de 2017.